# Rebeca Quinteros
Rebeca Lissette Quinteros Ortíz (28 d'agost de 1997) és una nedadora salvadorenca.
Va participar en la competició d'estil lliure femení de 400 metres en els Jocs Olímpics d'Estiu de 2016 celebrats a Rio de Janeiro. El seu temps va ser de poc menys de cinc minuts i la guanyadora fou Katie Ledecky. En 2014, va representar a El Salvador en els Jocs Olímpics de la Joventut de 2014 celebrats a Nanjing, Xina.